# Comuna Vețca, Mureș
Vețca (în maghiară: Székelyvécke, în germană: Vitzka) este o comună în județul Mureș, Transilvania, România, formată din satele Jacodu, Sălașuri și Vețca (reședința).

## Demografie
Componența etnică a comunei Vețca
     Maghiari (89,24%)
     Romi (6,77%)
     Români (2,12%)
     Alte etnii (0,53%)
     Necunoscută (1,33%)
Componența confesională a comunei Vețca
     Romano-catolici (71,85%)
     Unitarieni (15,41%)
     Ortodocși (6,64%)
     Reformați (2,79%)
     Alte religii (1,73%)
     Necunoscută (1,59%)
Conform recensământului efectuat în 2021, populația comunei Vețca se ridică la 753 de locuitori, în scădere față de recensământul anterior din 2011, când fuseseră înregistrați 892 de locuitori. Majoritatea locuitorilor sunt maghiari (89,24%), cu minorități de romi (6,77%) și români (2,12%), iar pentru 1,33% nu se cunoaște apartenența etnică. Din punct de vedere confesional, majoritatea locuitorilor sunt romano-catolici (71,85%), cu minorități de unitarieni (15,41%), ortodocși (6,64%) și reformați (2,79%), iar pentru 1,59% nu se cunoaște apartenența confesională.

## Politică și administrație
Comuna Vețca este administrată de un primar și un consiliu local compus din 9 consilieri. Primarul, Pál Fekete[*], de la Uniunea Democrată Maghiară din România, este în funcție din 2008. Începând cu alegerile locale din 2024, consiliul local are următoarea componență pe partide politice:
|  | Partid                                 | Consilieri | Componența Consiliului | Componența Consiliului | Componența Consiliului | Componența Consiliului | Componența Consiliului | Componența Consiliului | Componența Consiliului | Componența Consiliului | Componența Consiliului |
|  | -------------------------------------- | ---------- | ---------------------- | ---------------------- | ---------------------- | ---------------------- | ---------------------- | ---------------------- | ---------------------- | ---------------------- | ---------------------- |
|  | Uniunea Democrată Maghiară din România | 9          |                        |                        |                        |                        |                        |                        |                        |                        |                        |

## Vezi și
- Biserica romano-catolică din Vețca
- Dealurile Târnavelor și Valea Nirajului (arie de protecție specială avifaunistică)

## Imagini

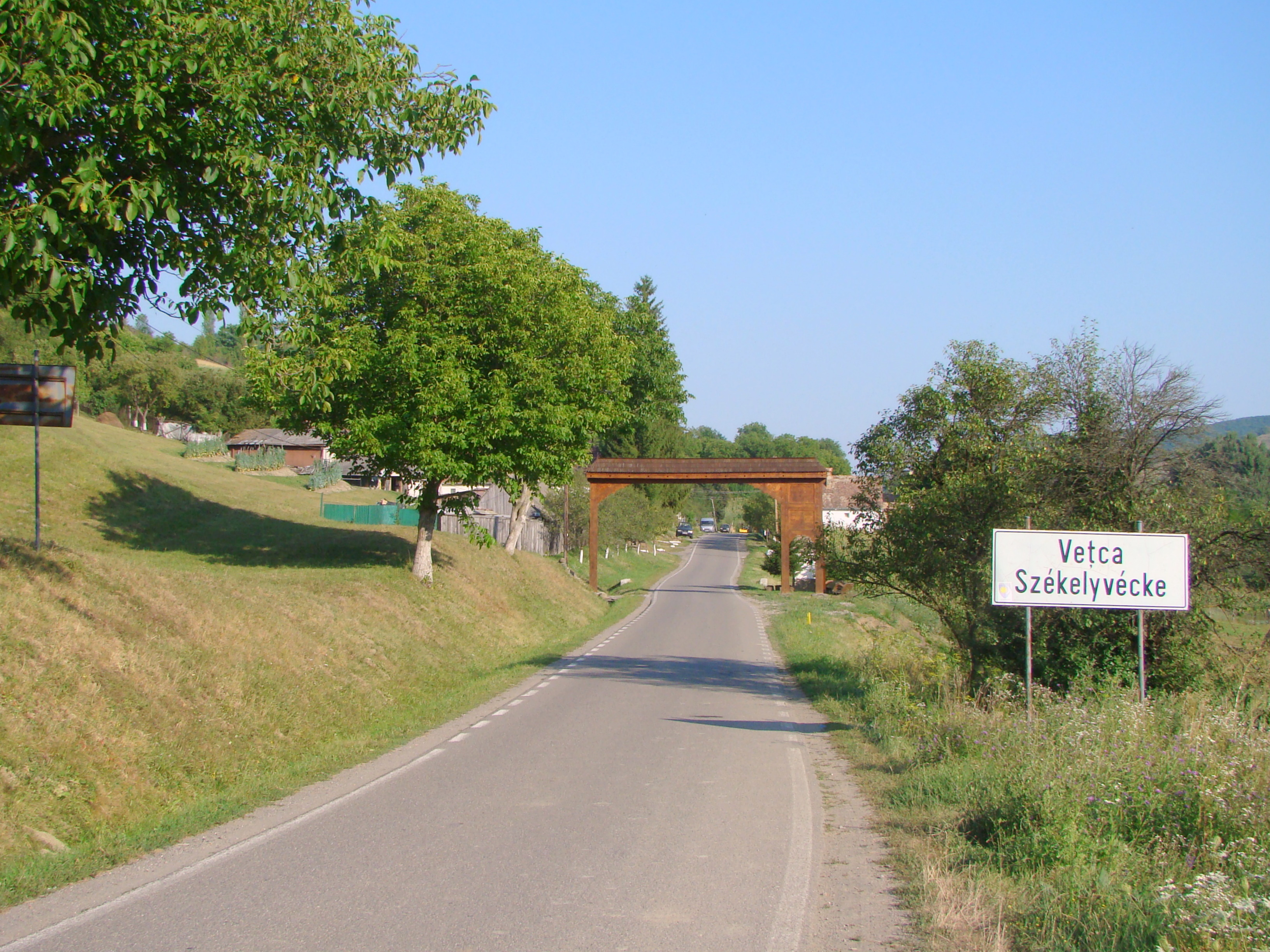
Intrarea în satul Vețca
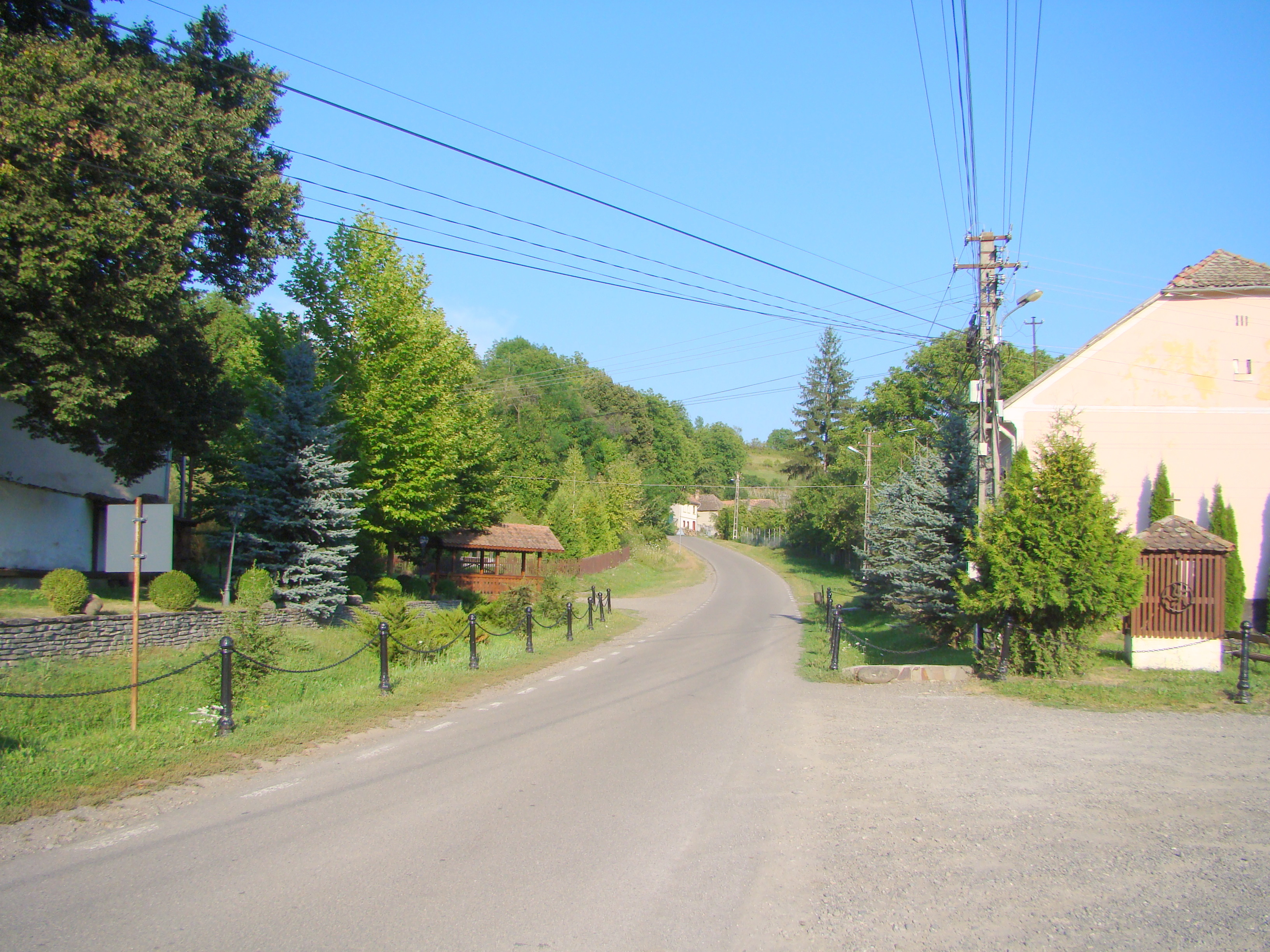
Vețca
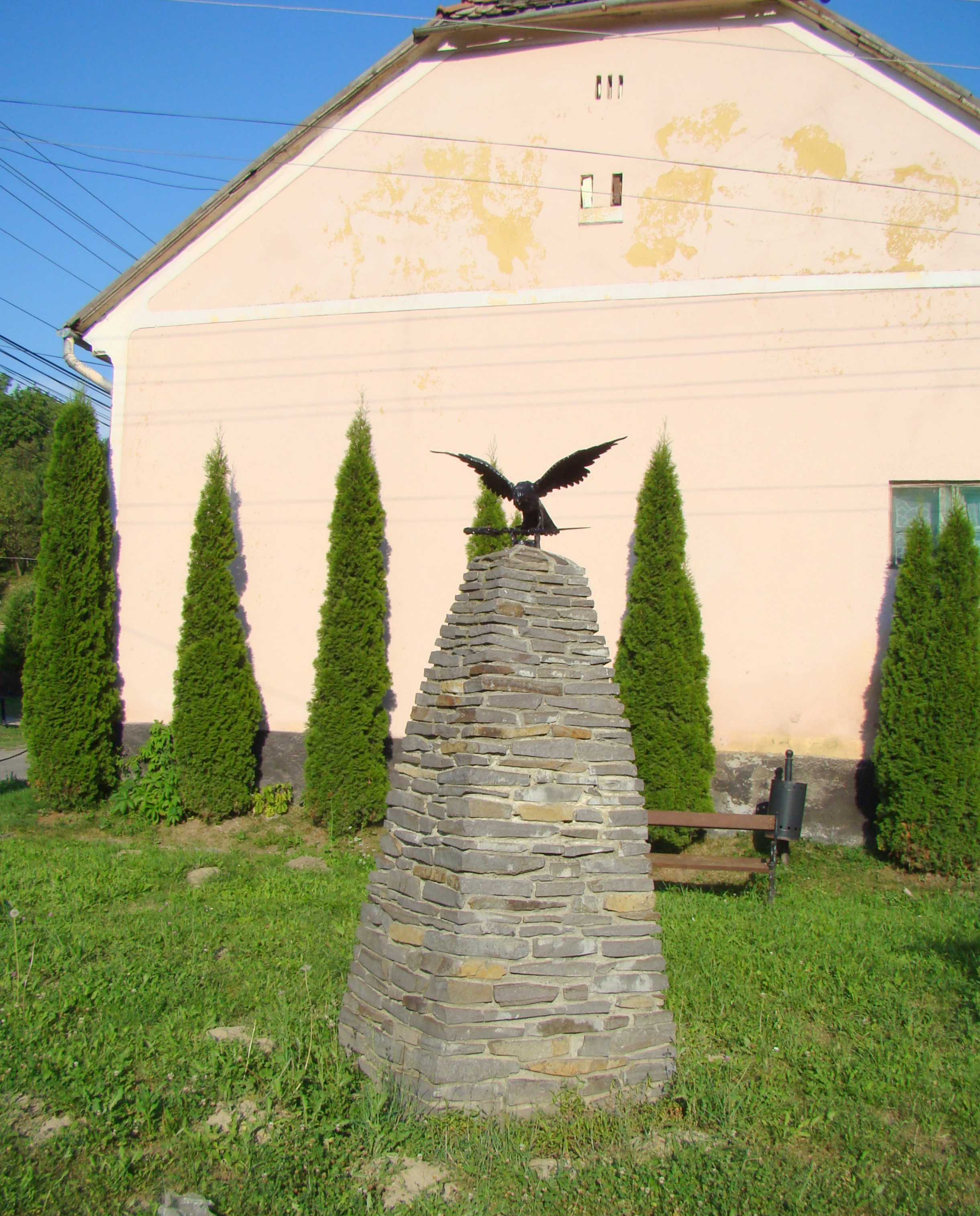
Monumentul eroilor
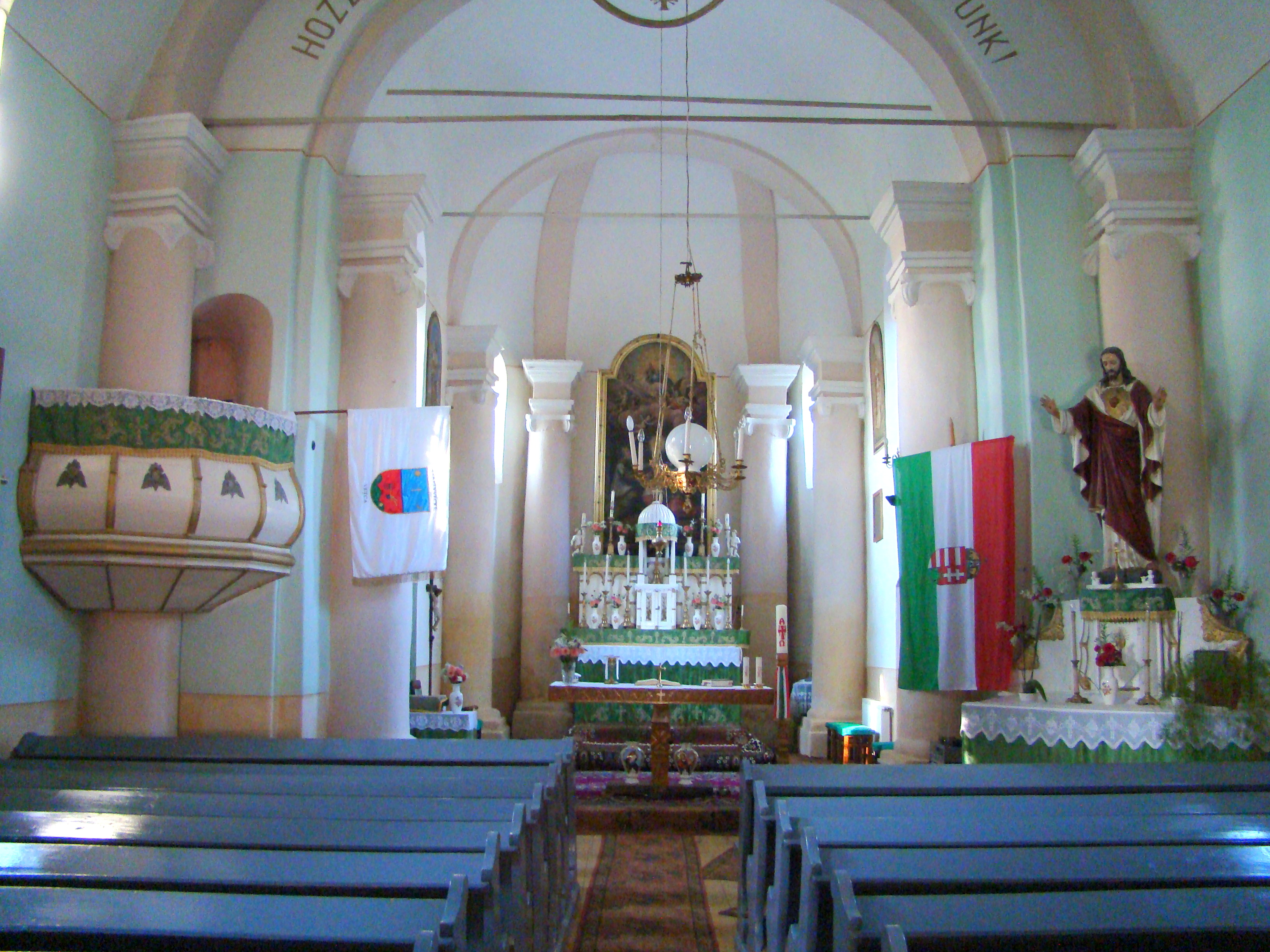
Biserica romano-catolică (monument istoric)
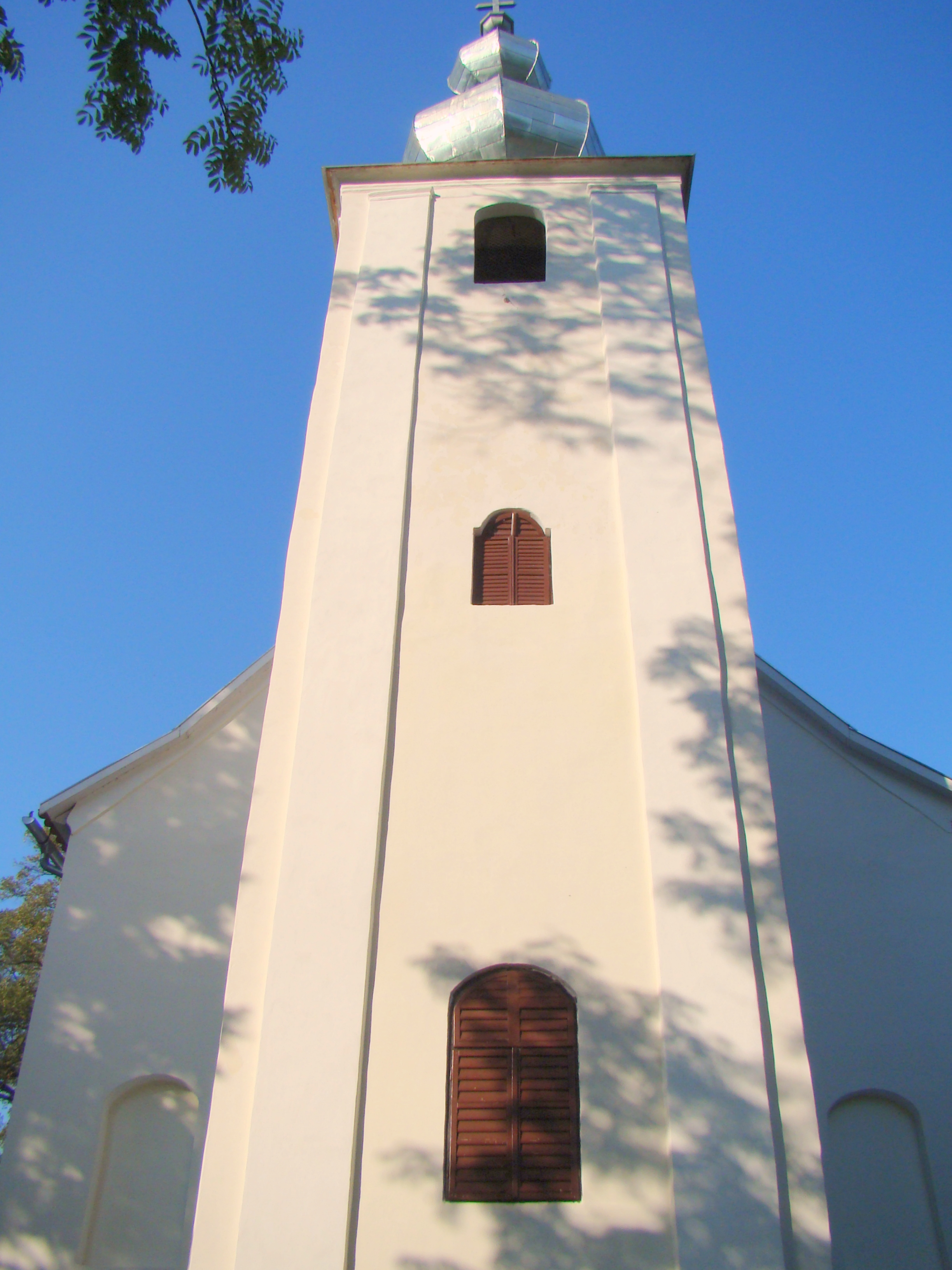
Turnul bisericii romano-catolice
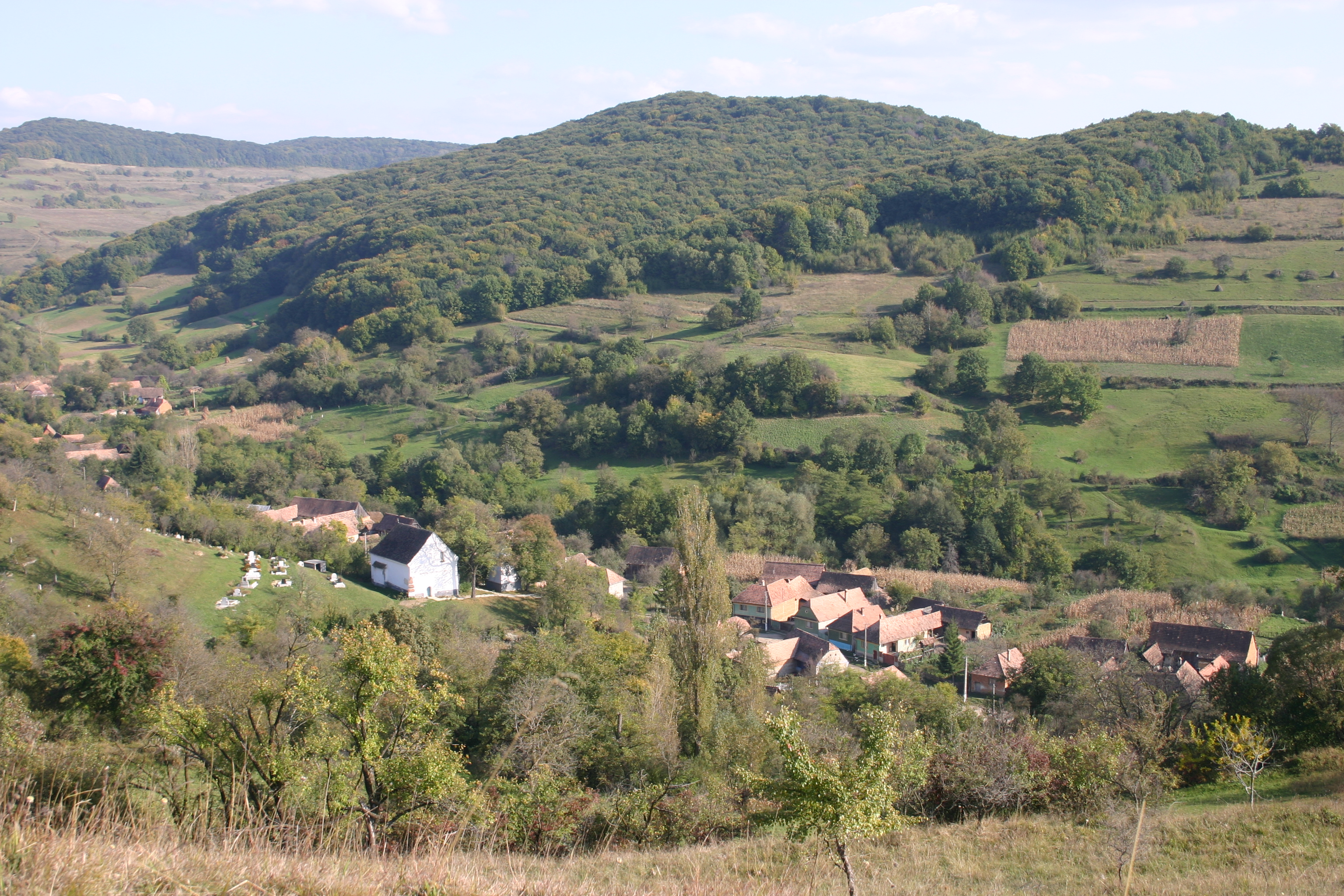
Jacodu
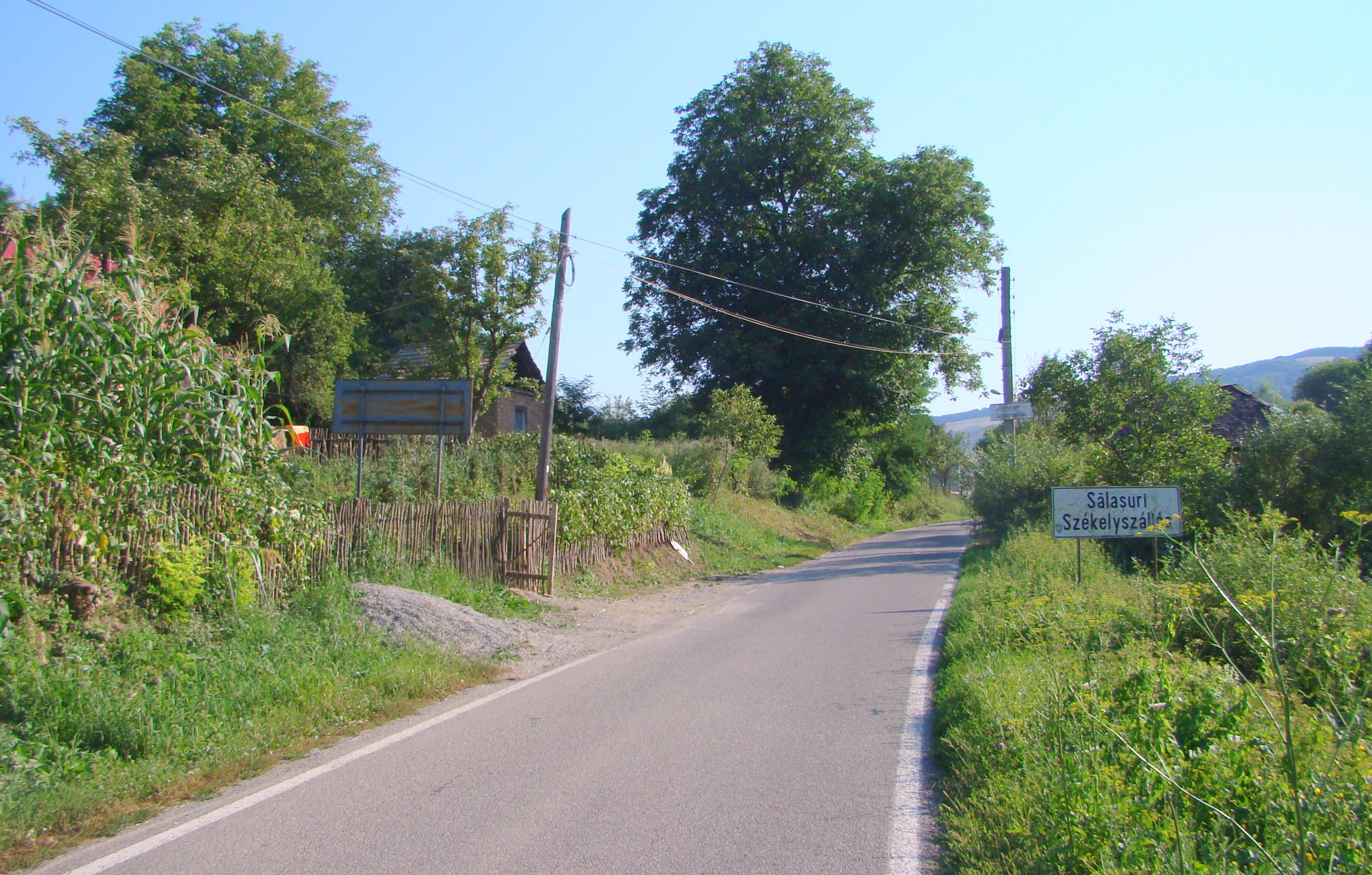
Intrarea în satul Sălașuri
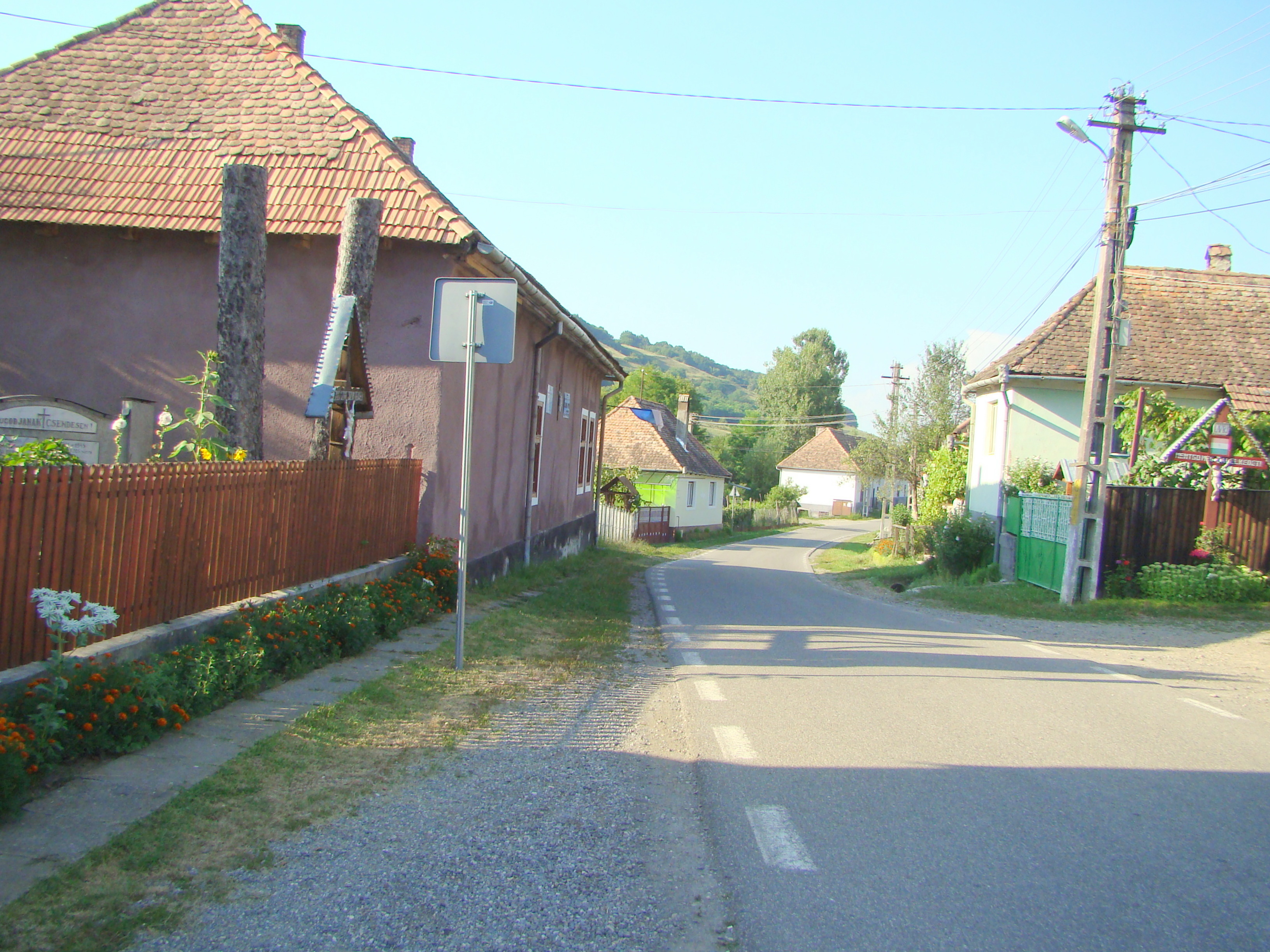
Sălașuri
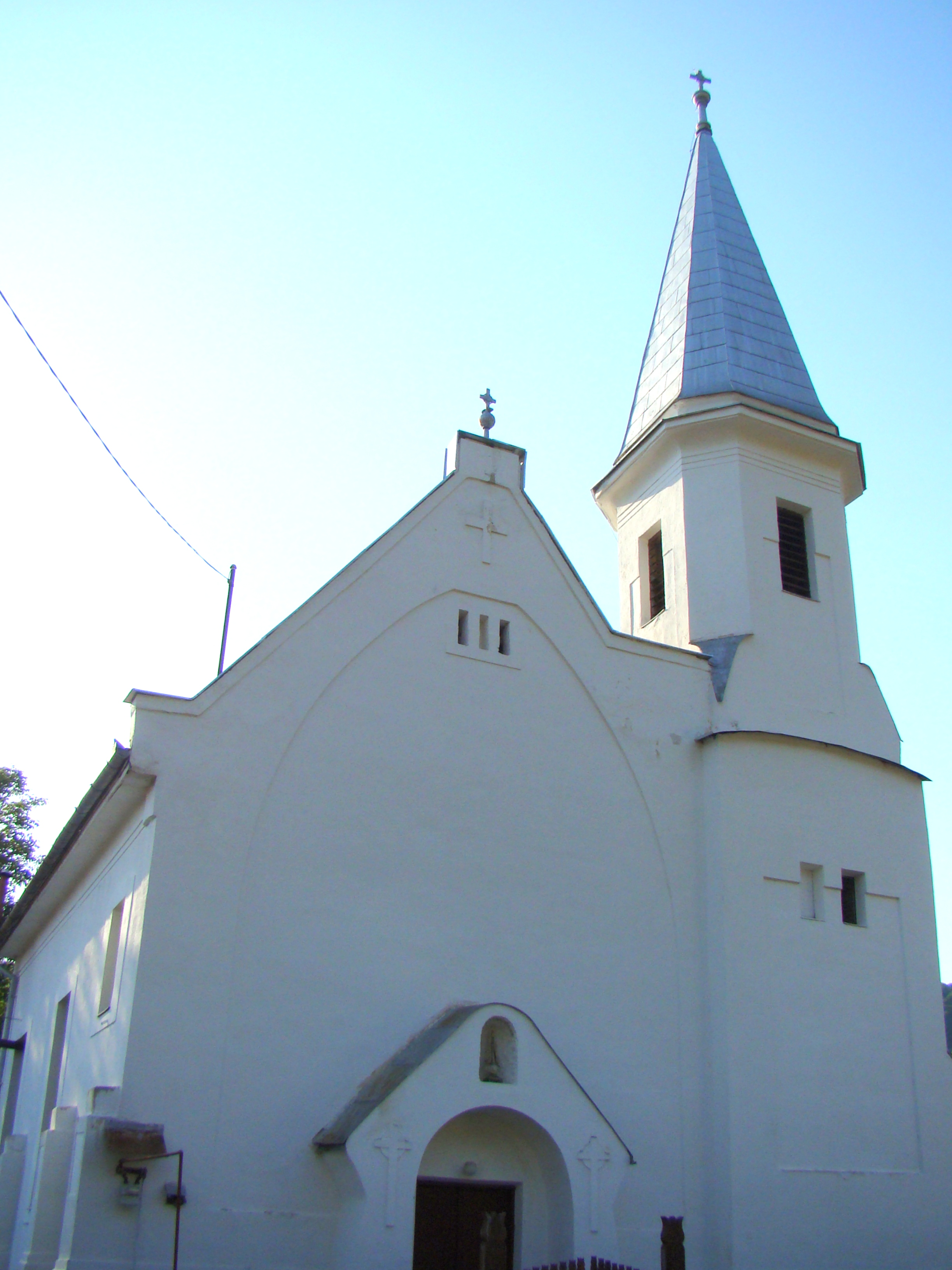
Biserica romano-catolică din Sălașuri
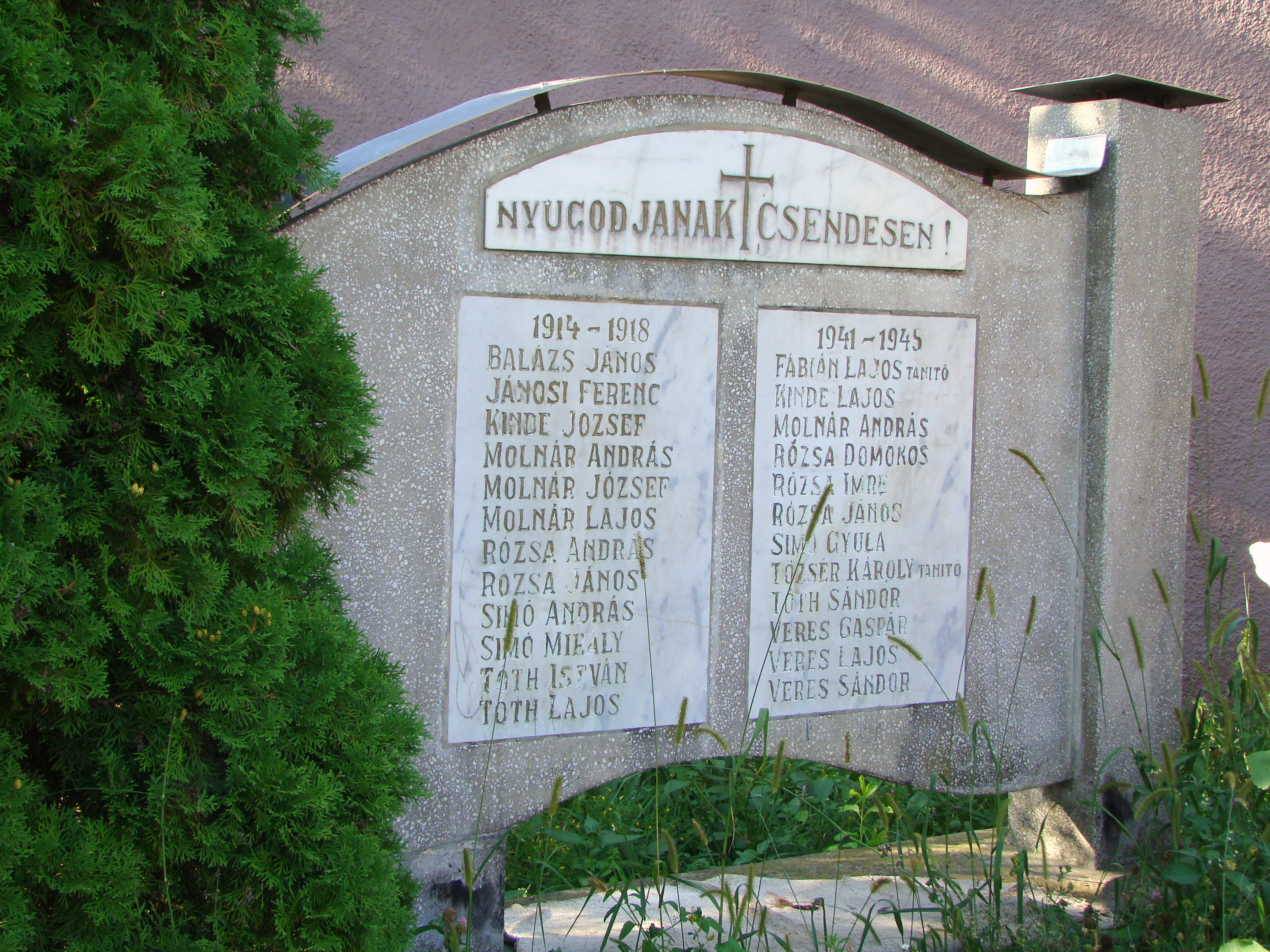
Monumentul eroilor
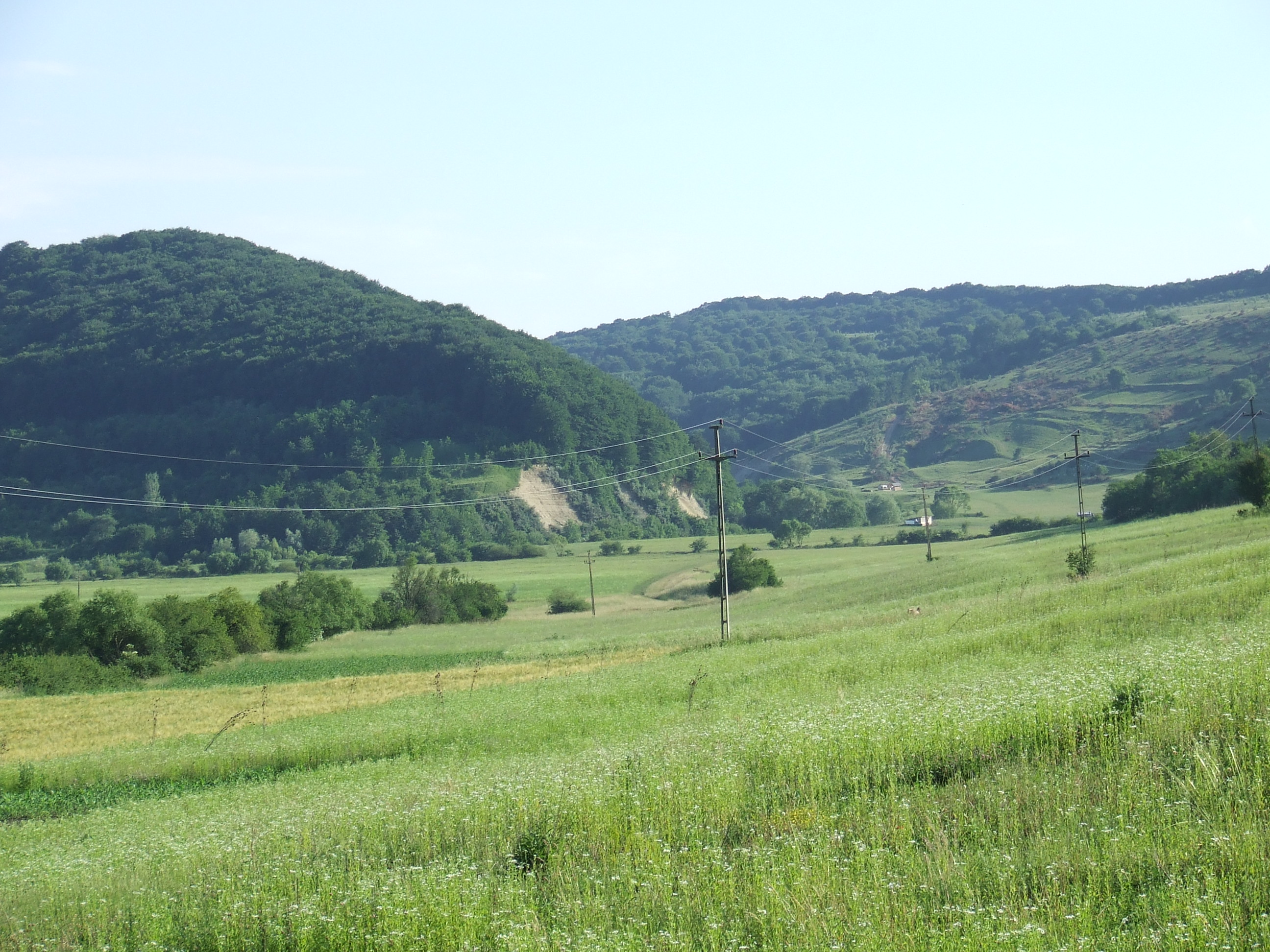
Sălașuri